# Grenzkonvention zwischen Bayern und Frankreich
Die Grenzkonvention zwischen Bayern und Frankreich war eine Vereinbarung zwischen dem Königreich Bayern und dem Königreich Frankreich vom 9. Dezember 1825 über den Verlauf der Grenze zwischen den beiden Staaten. Die Festlegung des Grenzverlaufs ersetzte die bis dahin gültige Festlegung durch den Zweiten Pariser Frieden von 1815 und eine diesbezügliche Übereinkunft der beiden Staaten vom 5. Juli 1825. Die Konvention von 1825 bestimmte seitdem – mit Ausnahme der Annexion Elsass-Lothringens zwischen 1871 und 1918 – den Verlauf der französischen Ostgrenze in diesem Grenzabschnitt. Die Grenzkonvention zwischen Preußen und Frankreich regelte 1829 den Verlauf der französischen Ostgrenze gegenüber Preußen.

## Vorgeschichte
Nach den Niederlagen Napoleons und dem Ende des Ersten Kaiserreichs waren die Grenzen Frankreichs zunächst im Ersten Pariser Frieden von 1814 und dann im Zweiten Pariser Frieden von 1815 festgesetzt worden. Im Zweiten Pariser Frieden war Frankreich in die Grenzen von 1790 gewiesen worden. Dazu hatte Frankreich mehrere Festungen, darunter Philippeville, Mariembourg, Saarlouis und Landau in der Pfalz mit ihrem Umland abtreten müssen. Der Wortlaut des Vertrags von 1815 beschrieb den Verlauf der neuen Staatsgrenze Frankreichs von Perl an der Mosel bis zur Mündung der Lauter in den Rhein wie folgt (in zeitgenössischer Übersetzung, mit entstellten Ortsnamen):

„Von Perle läuft sie durch Launsdorf, Wallwick, Schardorff, Niederweiling, Pellweiler, so daß alle diese Ortschaften mit ihren Kirchspielen bey Frankreich verbleiben, bis nach Houvre, und folgt sodann den ehemahligen Gränzen des Fürstenthums Saarbrücken, dergestalt, daß Saar-Louis, und der Lauf der Saar mit den zur Rechten der oben bezeichneten Linie liegenden Ortschaften und ihren Kirchspielen außerhalb der Französischen Gränze bleiben. Von den Gränzen des ehemahligen Fürstenthums Saarbrücken bleibt die Demarcations-Linie die nähmliche, die gegenwärtig Deutschland von den Departements der Mosel und des Nieder-Rheins scheidet, bis an die Lauter, welche ferner bis an ihren Ausfluß in den Rhein die Gränze bildet. Das gesammte Gebieth am linken Ufer der Lauter, mit Inbegriff der Festung Landau, wird mit Deutschland vereiniget. Jedoch bleibt die Stadt Weißenburg, welche von diesem Fluße durchschnitten wird, ganz bey Frankreich, mit einem Umkreise von nicht mehr als tausend Französischen Klaftern auf dem linken Ufer der Lauter, welche die zur bevorstehenden Abgränzung zu ernennende Commission näher bestimmen wird.“

Der die Pfalz (Bayern) berührende Abschnitt dieses Grenzverlaufs begann an der Uhrigsmühle an der Blies an dem Punkt, an dem die Gemarkungen der drei Gemeinden Bliesransbach (zu Preußen), Bliesmengen-Bolchen (zu Bayern) und Bliesschweyen (zu Frankreich) aneinandergrenzten. Von dort lief die Grenze in östlicher Richtung bis zum Ausfluss der Lauter in den Rhein. Der Wortlaut des Vertrags sah die Abgrenzung des Gebiets um die Stadt Weißenburg durch eine Kommission vor. Hier vertrat die französische Seite die Auffassung, der Umkreis sei ab den Festungswerken der Stadt zu messen und erhob Ansprüche auf Altenstadt, Schweigen und Weiler, dazu auf Neuburg und auf Niedersteinbach, die nach dem Wortlaut des Ersten Pariser Friedens von 1814 zu Frankreich gehörten. Die bayerische Seite war hierüber anderer Auffassung und die bereits 1816 aufgenommenen Verhandlungen blieben zunächst ergebnislos und wurden vom Herbst 1822 bis zum Frühjahr 1825 ganz ausgesetzt. 1825 wurden die Verhandlungen erneut aufgenommen und dann in kurzer Zeit abgeschlossen.

## Übereinkunft von 1825
In einer in Paris am 5. Juli 1825 unterzeichneten Erklärung verglichen sich Frankreich und Bayern bezüglich des Grenzverlaufs und der strittigen Punkte. Weiter erklärten die beiden Staaten, dass dort, wo Flüsse die Grenze zwischen Bayern und Frankreich bildeten, der Talweg Grenzlinie sein sollte. Die Übereinkunft unterzeichneten Étienne Charles de Damas für die französische Seite und der bayerische Gesandte in Paris Graf von Bray für die bayerische Seite.

## Konvention von 1825

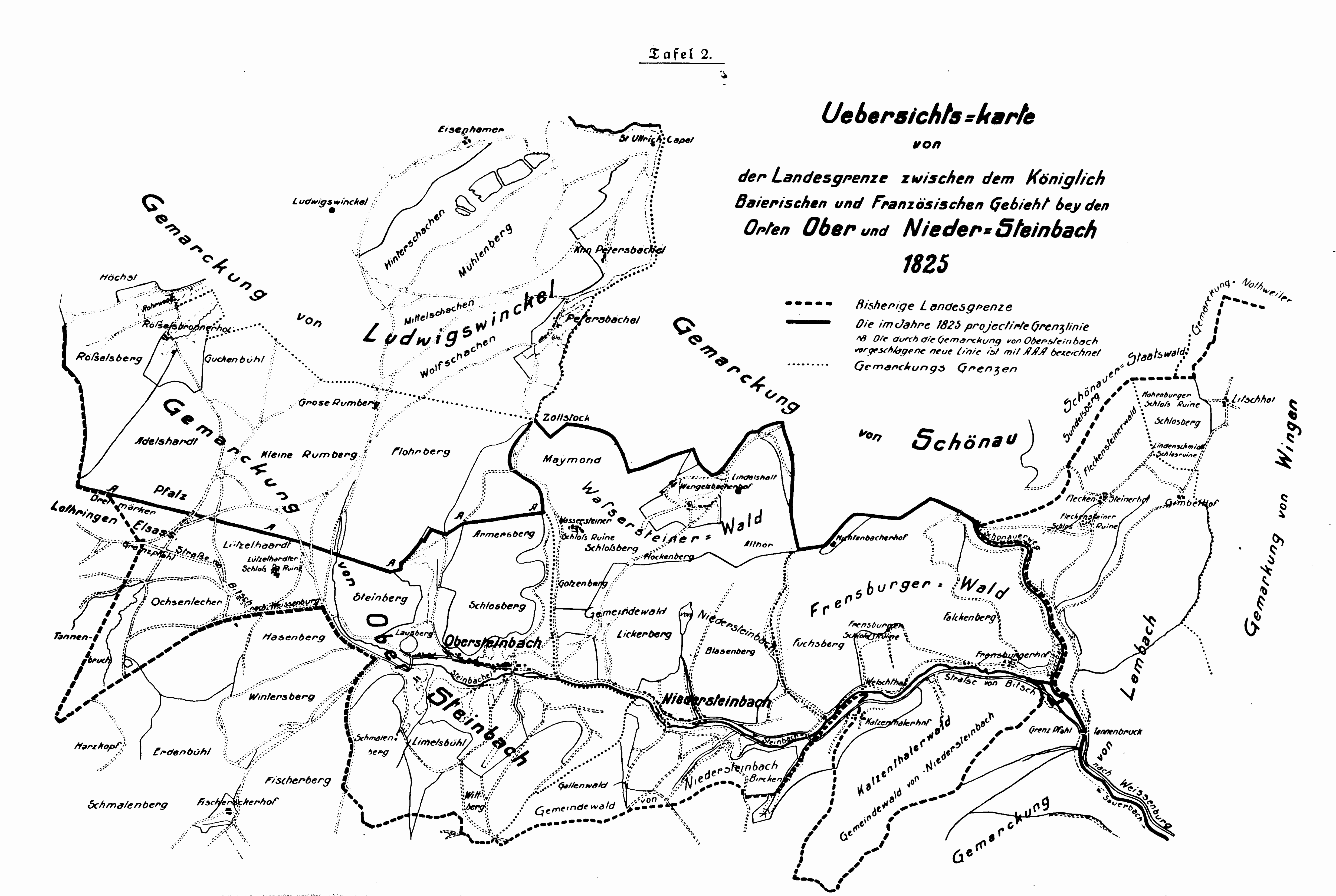
Übersichtskarte Grenzgebiet 1825. Johann Keiper, 1917

Nun war der Weg frei für eine definitive Festlegung der gesamten Grenzregularien. Die diesbezüglichen Verhandlungen zwischen dem Regierungspräsidenten des Rheinkreises Joseph von Stichaner (als dessen Delegierter fungierte der Speyerer Regierungsrat von Neimans) und dem General-Lieutenant der königlichen Heere Jean Étienne Casimir Poitevin vicomte de Maureillan (als dessen Delegierter fungierte der Hauptmann im Ingenieurkorps Jellé) führten zu einer Konvention, die am 9. Dezember 1825 in Weißenburg von dem bayerischen Bevollmächtigten von Stichaner und dem französischen Bevollmächtigten Vicomte de Maureillan unterzeichnet wurde und nach Auswechslung der Bestätigungsurkunden in Kraft trat. Die Vereinbarung umfasste 21 Artikel:
Der neue Lauf der Schwalb sollte die Grenze bilden (Art. 1).
Bayern übergab an Frankreich zwei Dörfer und zwei Domänen (Art. 2):
1. Obersteinbach mit einem Teil seiner Gemarkung
2. Niedersteinbach mit seiner Gemarkung
3. die Domäne Wengelsbach
4. Schloss und Wald Frönsburg

Frankreich verzichtete gegenüber Bayern auf (Art. 3):
1. die Ansprüche auf die Wälder Dörrenberg, Alsberg und Siebentheil

Die Grenze um Weißenburg und Altenstadt wurde einvernehmlich festgelegt. Weiler wurde französisch, Schweigen bayerisch (Art. 4).
An der Lauter wurden die Pertinenzien der Mühlen St. Remig, Scheibenhardt und der Bienwaldmühle ausgetauscht, so dass die Grenzlinie auf den Kanal der Lauter, nicht auf die Lauter selbst, rückte (Art. 5).
Die Grenze zwischen Lauterburg auf französischer und Berg und Neuburg auf bayerischer Seite wurde einvernehmlich festgelegt (Art. 6–7).
Der übrige Grenzverlauf sollte jeweils den Gemeindegrenzen folgen; diese sollten genau aufgenommen werden. Die diesbezüglichen Protokolle und Karten sollten Bestandteil der Konvention werden (Art. 8).
Der Gebietsaustausch sollte schnellstmöglich erfolgen (Art. 9).
Dort, wo Flüsse die Grenze zwischen Bayern und Frankreich bildeten, sollte der Talweg Grenzlinie sein, Grenzwege sollten neutral sein (Art 10–11).
Eine Reihe weiterer Bestimmungen wurde vereinbart (Art. 12–21).
Ein Übergabeprotokoll, unterzeichnet von beiden Parteien zu Niedersteinbach am 2. März 1826, stellte den ordnungsgemäßen Vollzug der Abtretung und Besitzergreifung fest. Die Delegierten der Kommissare vereinbarten, den Grenzverlauf im Wald zwischen Weißenburg und Hilst (auf einer Strecke von 33,900 km oder 9¼ Stunden) durch eine acht Meter breite Schneise – vier Meter davon auf französischem und vier Meter auf bayerischem Staatsgebiet – sichtbar zu machen, was ab dem Winter des Jahres 1826 geschah. An dem Grenzweg zwischen Hilst und dem Verbindungsweg von Eppenbrunn nach Roppeviller wurde ein Kondominium begründet, das erst durch den Vertrag vom 14. August 1925 (RGBl. 1927 II, 960, 963, 1046) wieder aufgehoben wurde. Die in Artikel 8 vereinbarte Detailaufnahme aller Gemeindegrenzen entlang der Staatsgrenze (deren Länge mit 143,324 km oder 38¾ Stunden angegeben wurde) zog sich über mehrere Jahre hin und wurde in 220 Protokollen und insgesamt 320 Plänen festgehalten und von den jeweiligen Gemeindevorstehern unterschrieben. Der Gemeindevorsteher von Obersteinbach verweigerte als einziger die Unterschrift, was im Protokoll vermerkt, aber für die Konvention als unschädlich angesehen wurde. Mit der Übergabe der allerletzten Ratifikationen im Jahr 1829 war das Unternehmen abgeschlossen.

## Nach dem Zweiten Weltkrieg
Nach dem Zweiten Weltkrieg kam es zu einer vierzig Jahre andauernden einseitigen Veränderung der Grenzlinie, als Frankreich 1946 ein Gebiet von 7 km² im deutschen Teil des Oberen Mundatwaldes bei Weißenburg einseitig seinem Staatsgebiet einverleibte. Der Eingriff belastete die deutsch-französischen Beziehungen und konnte erst in der Amtszeit von Bundeskanzler Helmut Kohl, einem Pfälzer, im Jahr 1986 mit Zustimmung der alliierten Siegermächte insoweit rückgängig gemacht werden, als Frankreich seinen Souveränitätsanspruch über das Gebiet aufgab und dafür im Austausch das zivilrechtliche Eigentum an den Waldungen erlangte.

## Belege
1. ↑  Zweiter Pariser Frieden vom 20. November 1815 bei staatsvertraege.de
2. ↑  Erster Pariser Frieden vom 30. Mai 1814 bei staatsvertraege.de
3. ↑  Johann Keiper: Landverlust Bayerns an Frankreich im Pfälzer Wasgau beim Grenzabkommen 1825, Zweite im Wortlaut unveränderte, im Bildschmuck reich vermehrte Ausgabe, Neustadt an der Haardt 1917. Darin: Beilage 1 auf S. 30–45 Wortlaut des Vertrages vom 5. Juli 1825
4. ↑  Johann Keiper: Landverlust Bayerns an Frankreich im Pfälzer Wasgau beim Grenzabkommen 1825, Zweite im Wortlaut unveränderte, im Bildschmuck reich vermehrte Ausgabe, Neustadt an der Haardt 1917. Darin: Beilage 2 auf S. 47–69 Wortlaut des Vertrages vom 9. Dezember 1825
5. ↑  Johann Keiper: Landverlust Bayerns an Frankreich im Pfälzer Wasgau beim Grenzabkommen 1825, Zweite im Wortlaut unveränderte, im Bildschmuck reich vermehrte Ausgabe, Neustadt an der Haardt 1917. Darin: Beilage 3 auf S. 90–96 Wortlaut des Protokolls vom 2. März 1826
6. ↑  Herbert Geisler: Gibt es zwischen Deutschland und Frankreich ein Niemandsland? In: U. Falk, M. Gehrlein, G. Kreft, M. Obert (Hrsg.): Rechtshistorische und andere Rundgänge, Festschrift für Detlev Fischer (2018), S. 153, 159 ff.